# Dorsaï
Dorsaï (titre original : Dorsai!) est un roman de Gordon R. Dickson publié en 1959 et traduit en français par Marcel Battin.